# Corpo delle Lanterne Rosse
Il Corpo delle Lanterne Rosse (Red Lanterns Corps) è un gruppo di personaggi dei fumetti creati da Geoff Johns (testi) e Ethan Van Sciver (disegni), pubblicati dalla DC Comics. Hanno debuttato in Green Lantern (vol. 4) n. 25 (dicembre 2007). Sono una squadra di esseri alieni che hanno acquisito poteri derivati dal possesso di un anello rosso il quale si alimenta delle emozioni di rabbia e desiderio di vendetta di chi lo porta. Esistono più anelli e vengono generati da una batteria di energia rossa che si trova sul pianeta Ysmault. È guidato dal supercriminale Atrocitus.

## Antefatto alla nascita del Corpo delle Lanterne Rosse
Il presupposto narrativo si collega alla storia dei Guardiani dell'Universo che sono alla base della creazione del Corpo delle Lanterne Verdi. Il supereroe a fumetti noto per essere stato il primo terrestre a farne parte è Hal Jordan.
Miliardi di anni fa i Guardiani dell'Universo raggiunsero la conoscenza necessaria per divenire immortali e avere la tecnologia necessaria per divenire la razza più potente dell'Universo. Scelsero il pianeta Oa come sede della loro Cittadella e decisero di creare un corpo di polizia spaziale interplanetario. Le divisioni di tale corpo erano formate da androidi dalla forma umanoide chiamati Manhunters. I Guardiani divisero l'Universo conosciuto in 3600 settori e diedero il compito ai Manhunters di mantenere l'ordine. Queste unità robotiche erano prive di emozioni e cominciarono a vedere nell'esistenza della vita stessa una minaccia per l'ordine cosmico. L'eliminazione degli esseri viventi iniziò nel settore 666 dove tutte le forme di vita vennero sterminate, tranne 5 alieni che presero il nome di Five Inversion. I Guardiani si resero conto del loro errore e si liberarono dei Manhunters per sostituirli con un nuovo Corpo di polizia formato da esseri senzienti provenienti da tutti i settori. Il problema stava nel dare il potere necessario a dei normali esseri viventi, i quali dovevano essere in grado di compiere viaggi interstellari e avere la forza per distruggere le minacce cosmiche all'ordine precostituito. Si decise di attingere alla fonte più potente e inesauribile del creato, l'energia derivante dall'utilizzo dello Spettro emozionale dell'essere vivente. I Guardiani scelsero l'emozione rappresentata dalla Forza di volontà, la cui manifestazione energetica è una Luce verde smeraldo (Emerald light). Tale scelta deriva dal fatto che è l'emozione che equilibria tutte le altre. I Guardiani temono fortemente le altre emozioni quali l'ira, l'avarizia, l'amore, la compassione, la speranza, la paura nonché la morte stessa, che rappresenta comunque uno stato spirituale ed emozionale oltre che ad una condizione fisica. Per questo loro timore cercano da sempre di nascondere ed eliminare il potere che deriva dalla canalizzazione di tali emozioni. Il massacro avvenuto nel settore 666 viene tenuto nascosto ma è proprio da qui che ha origine la prima Lanterna Rossa e di conseguenza la scintilla che porterà alla Guerra della luce. Questo è l'evento più temuto dai Guardiani perché vede la rinascita di tutte le energie dello Spettro emozionale e la conseguente perdita di controllo da parte loro dei destini dell'Universo.

## La profezia della Notte più profonda
La prima Lanterna Rossa sarà Atrocitus, uno dei cinque sopravvissuti del settore 666. Si tratta di un essere con grandi capacità divinatorie ed è noto per aver previsto l'arrivo della «Notte più profonda», un periodo la cui oscurità prevarrà sulla stessa Luce verde smeraldo del Corpo delle Lanterne Verdi. Anche i Guardiani sono al corrente della Profezia e sono convinti che per evitare il suo manifestarsi bisogna tenere nascoste e sotto controllo tutte le energie che derivino dallo Spettro Emozionale. A tal fine sia Atrocitus che gli altri quattro sopravvissuti del Settore 666 vengono tenuti prigionieri in quella zona di Spazio sul pianeta Ysmault. Abin Sur fu la prima Lanterna Verde a scoprire che, prima dell'esistenza del loro Corpo, i Guardiani crearono i Manhunters e ciò causò il massacro del Settore 666. Inoltre venne a sapere di Atrocitus e della nefasta profezia della Notte più profonda. Ciò che più lo ossessionava era il fatto che Atrocitus indicava la Terra, pianeta all'interno del suo settore, come luogo d'origine di questo evento. Nella ricerca della verità e all'insaputa dei Guardiani si diresse verso la Terra con una navicella spaziale all'interno della quale era imprigionato Atrocitus. Questi causò un problema nell'atterraggio che portò all'incidente che uccise Abin Sur. Prima di morire fece però in tempo a parlare a colui che l'anello aveva scelto come suo successore per il settore 2814, cioè il terrestre Hal Jordan. Morente gli sussurrò il nome della Lanterna Verde Sinestro, l'unico di cui Hal si poteva fidare per ricatturare Atrocitus e cercare di scoprire la verità su quanto avevano fatto i Guardiani. Pochi giorni dopo Sinestro arriva sulla Terra per indagare sulla morte di Abin Sur e incontra Hal. A questi si presenta come la più grande Lanterna Verde esistente. Insieme i due si mettono alla ricerca di Atrocitus che si trova nei pressi di Coast City. Qui opera un sacrificio rituale per individuare la causa della Notte più profonda. Scopre trattarsi di un essere umano che identifica in William Hand, gestore insieme al padre di un obitorio e centro di Onoranze Funebri. L'alieno cerca di catturarlo ma Hal e Sinestro lo affrontano. Atrocitus si difende con un dispositivo (Divining Rod) da lui creato e in grado di assorbire l'energia generata dagli anelli delle due Lanterne Verdi. Nonostante ciò viene sconfitto, ma prima di essere catturato riesce a consegnare la Divining Rod a William Hand, il quale fugge dal luogo della battaglia. Sia Sinestro che Hal pensano che fosse solo una vittima sacrificale di Atrocitus e non gli danno importanza. In realtà il terrestre William Hand è destinato a divenire da lì a poco tempo il Supercriminale Black Hand, più volte avversario di Hal grazie al congegno di Atrocitus. Hal e Sinestro vengono forzatamente portati su Oa per essere giudicati dai Guardiani. Hanno infranto la legge che proibisce la fraternizzazione tra Lanterne di diversi Settori. Hal si lascia prendere dalla Rabbia e accusa i Guardiani di aver imposto una legge assurda. Li accusa persino di essere loro ad aver contaminato con l'impurità gialla la Batteria delle lanterne vedi su Oa. Infatti i palazzi della loro Cittadella sono gialli, ciò significano che hanno bisogno di un punto debole nell'energia degli anelli per poter controllare e difendersi dalle stesse Lanterne Verdi che hanno creato. L'Energia di Luce Gialla è alimentata dall'emozione della Paura ed è una frequenza emozionale che disabilita l'attività della Luce verde smeraldo. Durante il dibattito Sinestro interviene a placare Hal e convince i Guardiani a dare una possibilità alla Lanterna Verde terrestre. Grazie al suo prestigio viene ascoltato e Hal è perdonato per le accuse fatte.
Epilogo:
- Atrocitus viene riportato su Ysmault da Sinestro dove viene imprigionato su una croce. Predice a Sinestro le guerre civili che scoppieranno sul suo pianeta natale Kougar. La rabbia di Atrocitus comincia a crescere e il suo desiderio di vendetta aumenteranno di anno in anno.
- Negli anni seguenti, come predetto, Kougar sprofonda nel caos. Sinestro affronta la sua incapacità di mantenere l'ordine seguendo le leggi dei Guardiani. Fonda un suo corpo chiamato Sinestro Corps e si ribella contro il Corpo delle Lanterne Verdi. L'energia utilizzata dai membri del suo corpo è quella derivata dalla Luce Gialla che canalizza l'energia creata dall'emozione della Paura.
- William Hand, dopo anni di delusioni e fallimenti nei panni del supercriminale Black Hand, si suicida. Con l'intervento del Guardiano Scar, resuscita come primo membro del Corpo delle Lanterne Nere. La profezia di Atrocitus sull'avvento della Notte più profonda si compie[8].

## La Genesi delle Lanterne Rosse
Sul pianeta Ysmault la rabbia di Atrocitus per il suo stato di prigionia e il massacro avvenuto nel Settore 666 a causa dei Guardiani, aumenta a dismisura. L'energia emozionale causata dalla sua bramosia di vendetta ferma il suo stesso cuore e si cristallizza all'interno di un lago di sangue dando forma e sostanza ad un anello rosso. Insieme a questo si crea una batteria simile a quella utilizzata dal Corpo delle lanterne Verdi per ricaricare i loro anelli. Atrocitus va incontro ad una trasformazione che sarà all'origine di ogni Lanterna Rossa. Il suo sangue viene vomitato e al suo posto scorre un plasma generato dalla Luce Rossa, alimentata dall'emozione di rabbia che prova l'individuo scelto per essere membro del Corpo delle Lanterne Rosse. Il nuovo plasma rosso può essere usato come arma nel momento in cui viene riversato dalla bocca su un altro individuo. Chi ne è colpito si sente bruciare e può arrivare a disintegrarsi. A differenza delle Lanterne Verdi, i membri di questo nuovo corpo non seguono un obiettivo specifico ed ognuno è libero di seguire i propri istinti e desideri di vendetta. Atrocitus diventa comunque il più potente in quanto la sua rabbia è la più smisurata. Per questo acquista autorità sulle altre Lanterne Rosse e stabilisce che le direttive primarie sono quelle di distruggere i Guardiani e i membri di ogni altro Corpo che utilizza le energie derivate dallo Spettro Emozionale. Il suo auspicio è causare la Guerra di Luce (War of Light) che porterà alla rovina i Guardiani e il loro potere sulla realtà tramite la soppressione delle energie emozionali.
- Poteri: Sono dovuti all'anello rosso generato dalla Batteria su Ysmault. Questo permette il volo nel vuoto dello spazio e la capacità di generare campi di forza. Non ha bisogno di essere caricato ma è alimentato dalla rabbia di chi lo porta. Tale emozione nutre la Luce Rossa che si trova all'interno dello stesso corpo di una Lanterna Rossa. La sua presenza si materializza sotto forma di Plasma Rosso che sostituisce il sangue dell'organismo. Questa sostanza può essere usata come arma quando viene vomitata dalla bocca ed è letale anche per i membri di altri Corpi se non sono protetti da campi di forza. Come gli anelli delle Lanterne Verdi possono essere usati al massimo delle possibilità solo da alcuni tipi di Volontà, un particolare tipo di rabbia è considerato particolarmente adatto al dominio su un Anello Rosso, ovvero la rabbia che nasce dalla perdita di qualcosa o di qualcuno di caro[10], come nel caso di Atrocitus stesso (il cui costante stato di rabbia si placa solo su Ryut, ex mondo-capitale del settore 666 e luogo di origine della sua gente, meditando sulla morte dei suoi cari).
- Limiti: La Luce Rossa si trova agli estremi dello Spettro Emozionale. Le Lanterne Rosse sono quindi dominate da emozioni ed energie che non permettono loro di pensare lucidamente. In battaglia non sono in grado di elaborare razionalmente un piano di attacco o una qualsiasi strategia: combattono semplicemente seguendo il proprio istinto e sono dominati da rabbia e bramosia di vendetta. Il Corpo delle Lanterne Blu è quello che li mette più in difficoltà. La Luce Blu della Speranza estingue completamente la Luce Rossa della Rabbia[11].

## Membri
Ad oggi, solo alcune Lanterne Rosse furono identificate per nome nei fumetti di Green Lantern. È da notare, tuttavia, che i molti membri noti furono vittime dei Sinestro Corps. Dato che lo scopo dei Sinestro Corps è quello di diffondere la paura in tutto l'universo, è in qualche modo ironico che le loro azioni piantarono il seme della rabbia nelle loro vittime, permettendo loro di diventare delle Lanterne Rosse.
- Abyssma: identificata per la prima volta da Ethan Van Sciver durante un'intervista, si vide Hal Jordan combattere questa Lanterna Rossa durante l'epica battaglia tra i Corpi.
- Antipathy: una delle creazioni preferite di Ethan Van Sciver, la si vide combattere contro la Lanterna Verde Soranik durante l'epica battaglia tra i Corpi. La si può distinguere come una delle Lanterne Rosse che crea dei costrutti con il suo anello, come quando creò un paio di lame simili a forbici fatte di luce rossa solida.
- Atrocitus (del settore 666): ultimo sopravvissuto dei Five Inversions e del massacro eseguito dai Manhunters nella loro missione di sterminio. È anche il leader del Corpo e creatore della batteria del potere delle Lanterne Rosse. È anche l'unica Lanterna Rossa ad avere il pieno controllo di sé. Acerrimo nemico di Sinestro e dei Guardiani dell'Universo.
- Bleez (del settore 33): una donna torturata e stuprata dai membri del Sinestro Corps mentre si trovava imprigionata su Ranx la Città Senziente; venendo scelta da un anello rosso del potere, poté finalmente vendicarsi su coloro che la rapirono. Nelle sue prime comparse, fu rappresentata con una sola ala scheletrica; fu suggerito da Shane Davis che l'altra fu rimossa durante il suo imprigionamento. In Blackest Night: Tales of the Corps n. 2, il potere degli anelli rossi ridusse le sue ali piumate a due ali fatte di sole ossa; la rappresentazione di lei con una singola ala fu connessa retroattivamente.
- Dex-Starr: un gatto blu terrestre, descritto da Geoff Johns in un'intervista con Wizard come "la più sadica e malvagia" delle Lanterne Rosse. Originariamente inteso come uno scherzo da Shane Davis, quest'ultimo cominciò a inserirlo più frequentemente a causa della ricezione positiva da parte di Geoff Johns e dei lettori di Green Lantern. Al San Diego Comic Con del 2009, Johns affermò che lui e Davis stavano lavorando alla storia delle origini di Dex-Starr e che il personaggio si sarebbe confrontato con Krypto durante gli eventi di Blackest Night. Le origini completate di Dex-Starr lo portano retroattivamente ad essere un gatto domestico terrestre di nome Dexter, condotto nel Corpo dalle Lanterne Rosse dalla rabbia di aver perso la sua padrona, uccisa durante una rapina, e dell'essere stato buttato in un fiume, chiuso in un sacco di juta, da alcuni bulletti, prime sue vittime.
- Fury-6: il primo ad essere identificato per nome nell'immagine promozionale contenuta all'interno di Blackest Night n. 0, fu uno dei partecipanti del rapimento di Sinestro.
- Guy Gardner (del settore 2814): dopo la morte di Kyle Rayner in Green Lantern Corps vol. 2 n. 43, Guy fu consumato dalla rabbia, e venne attratto dall'anello rosso di Vice nel numero successivo. Come Hal Jordan, Guy è noto per essere una delle pochissime Lanterne Rosse in grado di creare dei costrutti di luce rossa. Unicamente, Guy mantiene anche il controllo del suo anello verde, ed è in grado di utilizzarlo in congiunzione con un altro anello. Guy riuscì a superare l'influenza della luce rossa grazie all'aiuto della Lanterna Verde Mogo, tuttavia, il pianeta senziente lo avvisò che un po' dell'influenza del rosso rimase comunque, e che solo l'utilizzo di un anello blu del potere potrebbe rimuovere completamente l'influenza dell'anello rosso del potere. Atrocitus gli inviò comunque Bleez per convincerlo a rinviare la sua cura, potendo usare l'influenza rimasta per comunicare a distanza con Guy Gardner durante gli eventi del Giorno più luminoso.
- Haggor: identificato per nome per la prima volta nell'immagine promozionale contenuta all'interno di Blackest Night n. 0, e somiglia molto ad Abyssma.
- Hal Jordan (del settore 2814): durante il tentativo di Hal di salvare Sinestro dalle Lanterne Rosse, tentò di calmare la rabbia di Laira solo per farla uccidere proprio da Sinestro, non appena questi riuscì a liberarsi. Infuriato, l'anello rosso di Laira avvertì la rabbia di Hal e si posizionò intorno al suo dito, trasformandolo temporaneamente in una Lanterna Rossa. Hal riuscì a liberarsi dall'influenza dell'anello rosso grazie all'intervento del Corpo delle Lanterne Blu.
- Laira (del settore 112): ex Lanterna Verde che fu scelta da un anello rosso del potere dopo essere stata punita ed espulsa dal Corpo delle Lanterne Verdi per aver ucciso Amon Sur. La sua rabbia la fece regredire fino ad uno stato semi-selvatico, dove non riuscì a pronunciare niente più di "Sinestro". Hal Jordan la incontrò ancora su Ysmault e tentò di calmare la sua rabbia. Non appena Laira e il suo anello balbettarono simultaneamente "aiutami", venne uccisa da Sinestro.
- Mera (del settore 2814): regina del mondo subacqueo di Atlantide. Mera fu scelta come una possibile Lanterna Rossa durante la Guerra contro il Corpo delle Lanterne Nere. Mera fu successivamente licenziata dal Corpo, dopo la sua battaglia finale, essendo la rabbia provocata dalla morte e resurrezione in Lanterna Nera di Aquaman svanita col suo ritorno. La perdita dell'anello necessitò l'intervento di Carol Ferris e del Santo Viandante per riattivare il suo cuore.
- Ratchet: un enorme cervello fluttuante con le caratteristiche di una medusa, fu visto tra le Lanterne Rosse durante Final Crisis: Rage of the Red Lanterns e poi compreso di nome in Blackest Night n. 0.
- Rankorr (del settore 2814): è l'unico membro terrestre del corpo, un ragazzo britannico di nome John Moore che ha per tutta la vita trattenuto la propria rabbia, fino a quando non è stato testimone della morte del fratello per mano della polizia. Compare per la prima volta in Red Lanterns n. 1, per poi trasformarsi in una Lanterna in Red Lanterns n. 5; a differenza degli altri membri del corpo, riesce a mantenere la propria ragione e può creare costrutti come quelli delle lanterne gialle e verdi. Aiuta Atrocitus a liberarsi di Abysmus ed a riattivare la batteria centrale degli anelli rossi.
- Skallox: un alieno umanoide la cui testa somigliava al teschio di una capra. Fu visto tra le Lanterne Rosse durante Final Crisis: Rage of the Red Lanterns e quindi compreso di nome in Blackest Night n. 0.
- Spettro (del settore 2814): dopo essere stato liberato dal possesso di un anello nero del potere da Parallax durante gli eventi di Blackest Night, Atrocitus tentò di reclutare lo Spettro nel Corpo delle Lanterne Rosse. Dopo aver preso il simbolo delle Lanterne Rosse e aver firmato con un rigurgito di sangue, lo Spettro fu in grado di scrollarsi di dosso gli effetti dell'intrusione (spiegando che era la collera di dio, e non Atrocitus). In passato lo Spettro ha combattuto contro il Macellaio, l'Entità della Rabbia, impedendogli con editto divino di nutrirsi della rabbia degli esseri umani: recentemente è stato comunque costretto ad ammettere che le azioni correnti di Atrocitus hanno un senso nel piano divino, ed ha cessato ogni azione contro le Lanterne Rosse.
- Veon (del settore 435): un alieno violaceo con un solo occhio, fu mostrato in Final Crisis: Rage of the Red Lanterns e compreso di nome durante il tentativo di salvataggio di Sinestro da parte di Hal quando il suo anello disse "Veon rabbia". In Green Lantern vol. 4 n. 45, fu ucciso da Boodikka quando le Lanterne Verdi ritrovarono il corpo di Laira su Ysmault.
- Vice (del settore 13): la più spietata delle Lanterne Rosse, il suo compagno fu ucciso dal sergente istruttore del Sinestro Corps: Arkillo. La sua fronte e la mascella contengono delle spine che lui utilizza per decapitare i suoi avversari. Fu successivamente catturato ed inviato alle celle penitenziarie su Oa, ma fu liberato da Scar. Fu lui a convincere una rivolta tra i prigionieri, attaccando sia i membri delle Lanterne Verdi che dei Sinestro Corps. Fu ucciso successivamente dalla Lanterna Alpha Chaselon durante un attacco da parte delle Lanterne Nere.
- Zilius Zox (del settore 3544): visto per la prima volta in Final Crisis: Rage of the Red Lanterns, divorò un membro dei Sinestro Corps durante il rapimento di Sinestro. Sembrò essere della stessa specie della Lanterna Verde Galius Zed.

## Entità
L'entità rossa, della rabbia, è chiamata Il Macellaio e prese la forma di un toro terrestre con un osso sulla fronte che strutturalmente sembrava il simbolo delle Lanterne Rosse. Lui, insieme a tutte le altre entità emozionali, fu cacciato da una fonte non conosciuta. L'entità bianca ordinò ad Hal, Carol e Sinestro di trovarle prima che fosse troppo tardi. Secondo il rituale divino di Atrocitus, Il Macellaio si può trovare nel nord-ovest degli Stati Uniti.

## Giuramento
Come gli altri Corpi che utilizzano le energie dello Spettro Emozionale, anche le Lanterne Rosse hanno un Giuramento che ne rappresenta l'identità e il destino che si sono scelti. Il primo membro a pronunciarlo è Atrocitus, fondatore del Corpo delle Lanterne Rosse:
ripped from a corpse so freshly dead,

together with our hellish hate,

we'll burn you all... That is your fate!»
strappato da un cadavere ancora fresco di morte,

uniti nel nostro odio infernale,

vi bruceremo tutti... Questo è il vostro destino!»
(Atrocitus, dall'albo: Final Crisis:Rage of The Red Lanterns n. 1, dicembre 2008 / Testi di Geoff Johns.)
Nel fumetto del 2009 intitolato Origini segrete, il giuramento è il seguente:
strappato a un corpo appena spirato

e legato al nostro odio infernale

vi consumeremo nel fuoco del male.»
Nella serie animata Green Lantern: The Animated Series è presente una versione alterata del giuramento, molto probabilmente per motivi di censura:
We fill men's souls with darkest dread,

And twist your minds to pain and hate.

We'll burn you all... that is your fate!»
noi riempiamo di terrore ogni respiro.

Le vostre menti al nostro odio piegheremo

e tutto bruceremo... questo è quel che faremo!»
(Razer, dall'episodio La resa dei conti, 14 aprile 2012)
Nell'ottavo episodio viene invece mostrata una versione alternativa proposta da Aya, che però non porta ad alcun effetto:
Can lead your soul away from dread,

And heal the deepest wounds of hate.

Let no one else decide your fate.»
Dal terrore può dare immenso sollievo.

Che dall'odio tu sia salvato,

Sii per sempre padrone del tuo fato.»
(Razer, dall'episodio Alla ricerca di cibo, 21 aprile 2012)

## Poteri e abilità
Le Lanterne Rosse utilizzano gli anelli rossi del potere, alimentati dalla rabbia dei loro utilizzatori e di coloro che li circondano. Come gli altri anelli del potere, l'anello ricopre l'utilizzatore in un'aura protettiva che lo protegge dalle ferite e gli permette di volare. Gli anelli sparano raggi di rabbia energetica. Il sangue dei portatori viene trasformato in un sangue corrosivo e alimentatore della rabbia, e l'utilizzatore rigurgita questo sangue ogni volta che usa l'anello. Questo sangue ha la particolarità di tramutarsi in fiamme di rabbia, e queste fiamme sono così potenti che possono bruciare anche nello spazio aperto. Il sangue può confondersi con i costrutti degli altri portatori di anelli, penetrare i loro campi di forza (a volte bruciandoli fino alla morte), e corrompere i loro anelli, riducendo la loro energia ad una velocità accelerata. Il sangue delle Lanterne Rosse è l'unica sostanza nota che riesca a consumare il cadavere di una Lanterna Nera più in fretta di quanto riesca questa a rigenerarsi. Dato che gli anelli rossi prendono il controllo totale dei processi circolatori dei portatori, rimuovere il cuore delle Lanterne Rosse può solo incapacitarle temporaneamente.
Anche se la maggior parte delle Lanterne Rosse sono poco più che bestie guidate dalla rabbia, gli individui con una forte forza di volontà sono in grado di manipolare l'energia e di creare dei costrutti (come Hal Jordan e Guy Gardner). L'anello rosso della rabbia è unico in quanto il portatore è in grado di manipolare la base del suo potere, la rabbia. Una Lanterna Rossa è in grado di avvertire la rabbia nei cuori altrui e, per connessione, il sangue che pompa per via della rabbia. Gli stessi che si scontrano contro una Lanterna Rossa sono vulnerabili all'attacco di un anello rosso del potere, dato che la loro rabbia potrebbe alimentare solo gli attacchi e incrementare il loro potere distruttivo.
Tuttavia, l'anello rosso del potere ha mostrato anche una serie di debolezze. Indossare un anello rosso del potere significa essere controllati dalla luce rossa della rabbia, riducendo il portatore ad agire di puro istinto, guidandolo verso l'assassinio e alla distruzione senza ragione o previdenza. Fino ad oggi, Atrocitus è stato l'unica Lanterna Rossa ad avere ancora il completo controllo delle sue facoltà mentali. Tuttavia, Atrocitus creò intenzionalmente degli anelli che venivano attratti solo da coloro che non riuscivano a controllare la propria rabbia. In più, i portatori degli anelli rossi del potere agivano espellendo il sangue del portatore, rimpiazzandolo con la luce rossa. Come risultato, rimuovere un anello rosso del potere da una Lanterna Rossa determina la morte del suo portatore. L'anello di una Lanterna Blu, tuttavia, può invertire tale processo, liberando il portatore dall'anello. I poteri combinati degli anelli blu e verde possono distruggere un anello rosso.
Poiché odio ed amore sono sentimenti antitetici e mutualmente esclusivi, un forte legame amoroso (come quello tra Mera ed Aquaman) può interrompere la connessione tra l'anello e la Lanterna Rossa, privandola temporaneamente della sua rabbia. Anche in questo caso il portatore dell'anello viene destinato a morte certa. Comunque un membro del corpo degli Zaffiri Stellari in questo caso può usare l'amore ricambiato del partner della Lanterna Rossa per infondere nuova energia nel corpo della Lanterna Rossa morente, riattivandone il cuore. Anche in questo caso però è necessaria l'opera di una Lanterna Blu, in quanto la Lanterna Rossa, sia pur tornata in vita, resterebbe contaminata dalla rabbia ed incline a manifestare alterazioni nel suo comportamento (scatti d'ira, perdite di plasma dalla bocca...).